# Пшибыславице (гмина Скала)
Пшибыслави́це (пол. Przybysławice) — село в Польше в сельской гмине Скала Краковского повета Малопольского воеводства.
В 1975—1998 годах село входило в состав Краковского воеводства.

## Население
По состоянию на 2013 год в селе проживало 278 человека.
| Перепись  | Всего   | Всего | Женщины | Женщины | Мужчины | Мужчины |
| --------- | ------- | ----- | ------- | ------- | ------- | ------- |
| Единицы   | человек | %     | человек | %       | человек | %       |
| Население | 278     | 100   | 124     | 44,6    | 154     | 55,4    |